# Franz Daniel Pastorius
Franz Daniel Pastorius (Sommerhausen, 26 settembre 1651 – Germantown, 1º gennaio 1720) è stato un avvocato, scrittore e funzionario tedesco naturalizzato inglese, fu fondatore del villaggio di Germantown in Pennsylvania.

## Biografia
Nativo di Sommerhausen, Franconia, Pastorius si laureò all'Università di Altdorf nel 1676. Successivamente iniziò la sua carriera di avvocato. Tra il 1680 e il 1682 viaggiò per l'Europa occidentale al seguito di giovani nobili tedeschi. Nell'aprile 1683 divenne agente per conto di un'associazione di quaccheri tedeschi, che aveva lo scopo di acquistare terreni nella Provincia della Pennsylvania. Pastorius arrivò a Filadelfia nell'estate del 1683 e acquisì quindicimila acri di terreni da William Penn. Nell'atunno dello stesso anno fondò Germantown.
Pastorius fu il primo sindaco di Germantown. Fu anche membro dell'assemblea della Pennsylvania. Fu anche insegnante per i quaccheri di Filadelfia e Gemrantown. Rese inoltre note le sue posizioni contrarie in merito allo schiavismo, però senza aver successo. Scrisse una serie di libri, sia in inglese, sia in tedesco.